# St. Anna (Dinkelscherben)

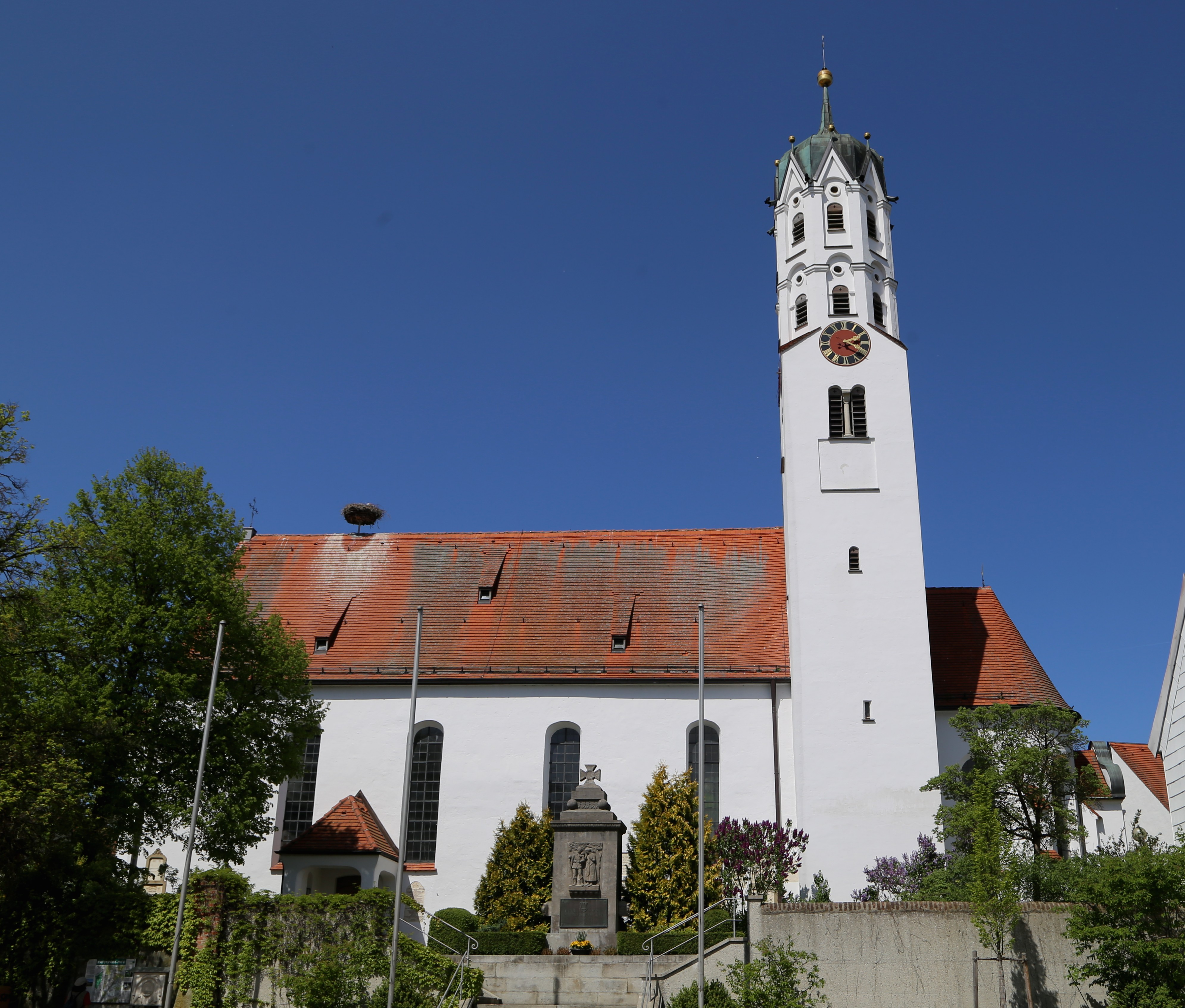
St. Anna in Dinkelscherben

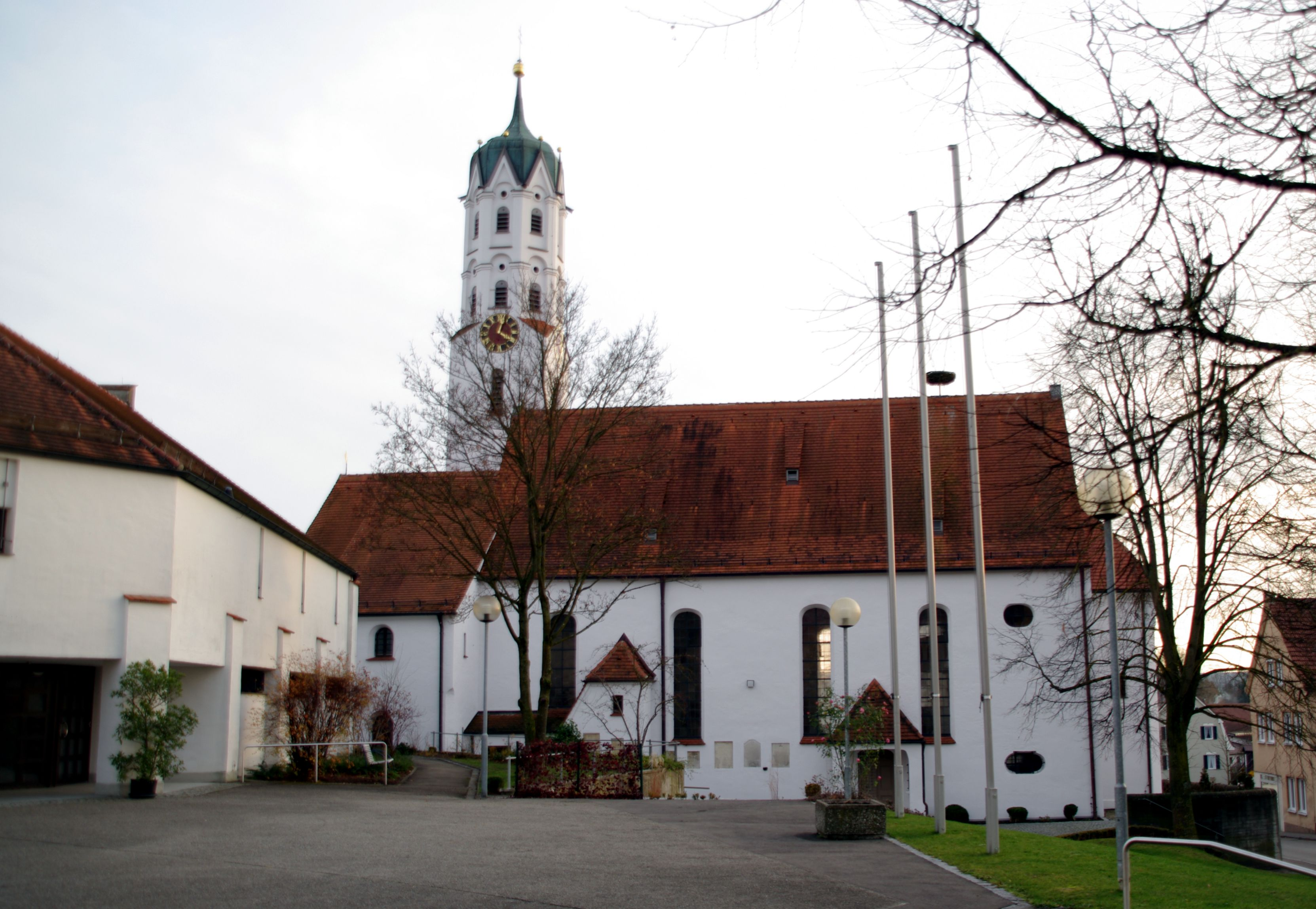
Rückansicht vom Pfarrzentrum aus

Die römisch-katholische Pfarrkirche St. Anna in der Marktgemeinde Dinkelscherben im schwäbischen Landkreis Augsburg in Bayern ist ein geschütztes Baudenkmal.

## Geschichte

### Pfarrgeschichte
Bis 1507 war Dinkelscherben Filiale der Urpfarrei Steinekirch und wurde darauf zur eigenen Pfarrei unter domkaptilel´schen Patronat erhoben. Die über dem Ort liegende Burg Zusameck mit der Dinkelscherben einst eine Herrschaft bildete, gelangte 1333 durch Kauf von Bischof Heinrich an das Hochstift Augsburg, das es als Lehen weiter verlieh. 1430 erwarb das Gut schließlich das Domkapitel Augsburg. Laut Urkunde vom 1. August 1485 verlieh Kaiser Friedrich III. dem Domkapitel die Halsgerichtsbarkeit und den Blutbann für Zusameck und dem Dorf Dinkelscherben. Darauf erlangte Dinkelscherben 1517 von Kaiser Maximilian I. auch das Marktrecht. Das Präsentationsrecht besaß früher das Domkapitel Augsburg selbst, welches Dinkelscherben zum Sitz eines domkaptitel´schen Amtes machte. Zur örtlichen Pfarrei gehörten früher außer Dinkelscherben noch der Ort Au (1511 von der Pfarrei Steinekirch abgetrennt), die Heilig-Kreuz-Kapelle, der Burgstall Zusameck und das Kirchlein Unsere Liebe Frau zu Eisenwang. Letzteres Gotteshaus lag zwar in der Pfarrei Schöneberg, stand aber unter der Direktion des Pfarrers von Dinkelscherben. In Folge der Säkularisation wurde das Domkapitel 1803 aufgelöst und das Präsentationsrecht über die Pfarrei Dinkelscherben fiel an den Bayerischen König.

### Baugeschichte
Wohl bis 1530 stand an dieser Stelle eine der heiligen Anna geweihte, näher nicht bekannte Kapelle, die durch einen Neubau ersetzt wurde. Die heutige Kirche stammt im Kern aus der Zeit der Spätgotik. Für den Bau wurden angeblich 20.000 Steine der Burgruine Wolfsberg bei Steinekirch verwendet. 1566/80 wurde der Turm erhöht. Als bauliches Vorbild kann der Turm der Moritzkirche in Augsburg gelten. Teile der Innenraumfresken aus der Zeit um 1575 sind bis heute erhalten. 1682 erfolgte der Anbau eines Vorzeichens. 1717 begann unter dem Maurermeister Simpert Kraemer aus Edelstetten die Barockisierung des Innenraums. Zudem wurde das Langhaus erhöht und ein neuer Dachstuhl errichtet. 1743 erhielt das Langhaus ein neues Gewölbe und größere Fenster. 1770/71 erfuhr der Chor unter Joseph Bichlmayer aus Holzheim eine Neugestaltung. Dabei wurden die Altäre und die Kanzel erneuert, von dem einheimischen Zimmermeister Raimund Kraus ein neuer Dachstuhl errichtet, sowie eine Sakristei angebaut. Renovierungen erfolgten in den Jahren 1839, 1889/90 und 1909. Die letzte umfassende Außen- und Innensanierung fand in den Jahren 2008/09 statt; dabei wurden u. a. am Dachstuhl und an den Außenmauern Sicherungsmaßnahmen unternommen. Am 13. Oktober 1978 wurde der Grundstein für die neue Kirche St. Simpert gelegt und am 16. Dezember 1979 vom Diözesanbischof Josef Stimpfle geweiht. Der die Kirche umgebende Friedhof wurde 1919 aufgelassen.

## Architektur
Das einschiffige Langhaus besitzt eine Stichkappentonne und einen eingezogenen Chor mit halbrundem Abschluss. Der hohe schlanke Turm mit sechsgeschossigem Unterbau ohne Gliederung schließt mit einem zweigeschossigen Oktogon mit steilen Spitzgiebeln am Kuppelansatz ab und ist mit einer Zwiebelhaube versehen.

## Ausstattung

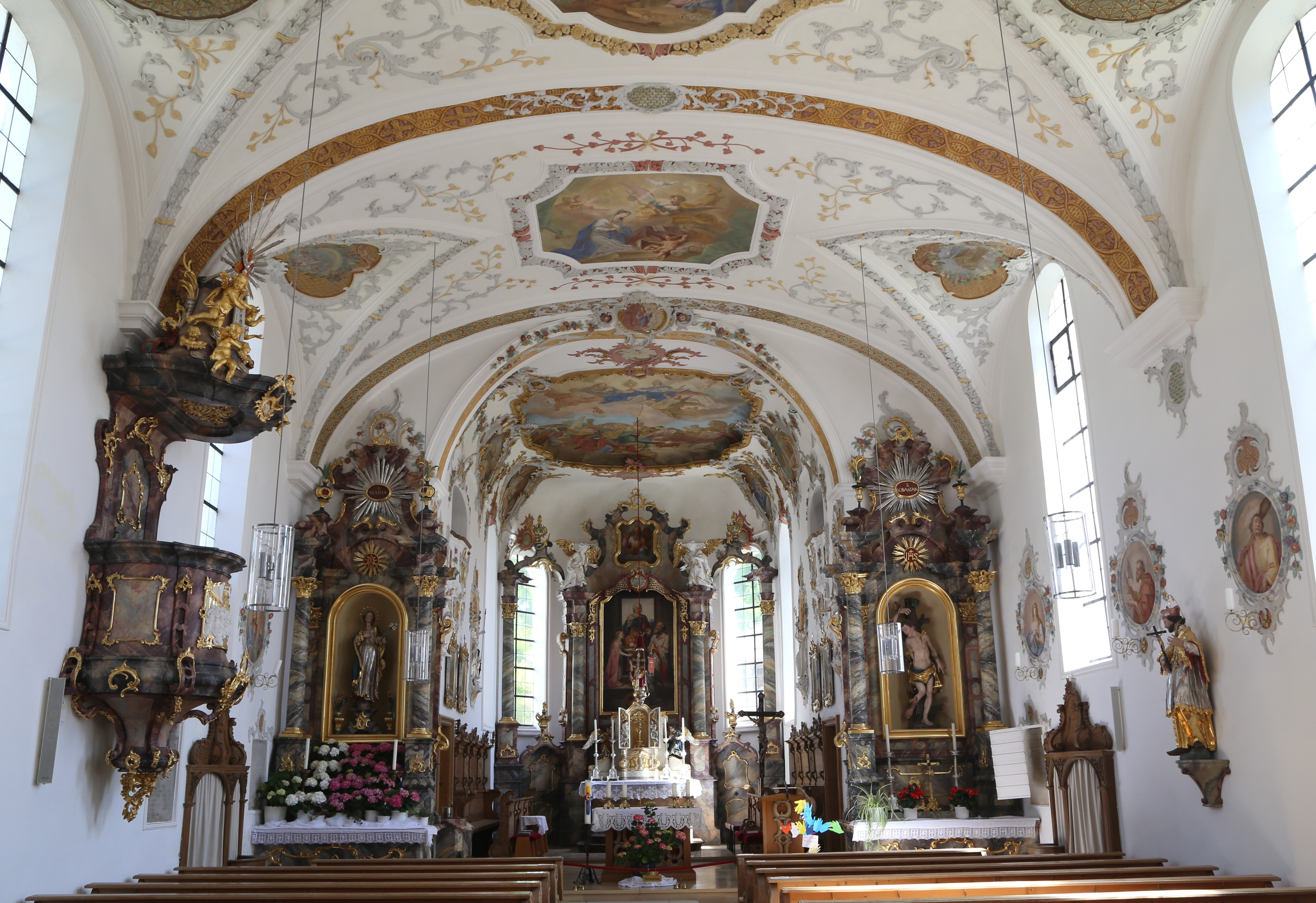
Innenraum

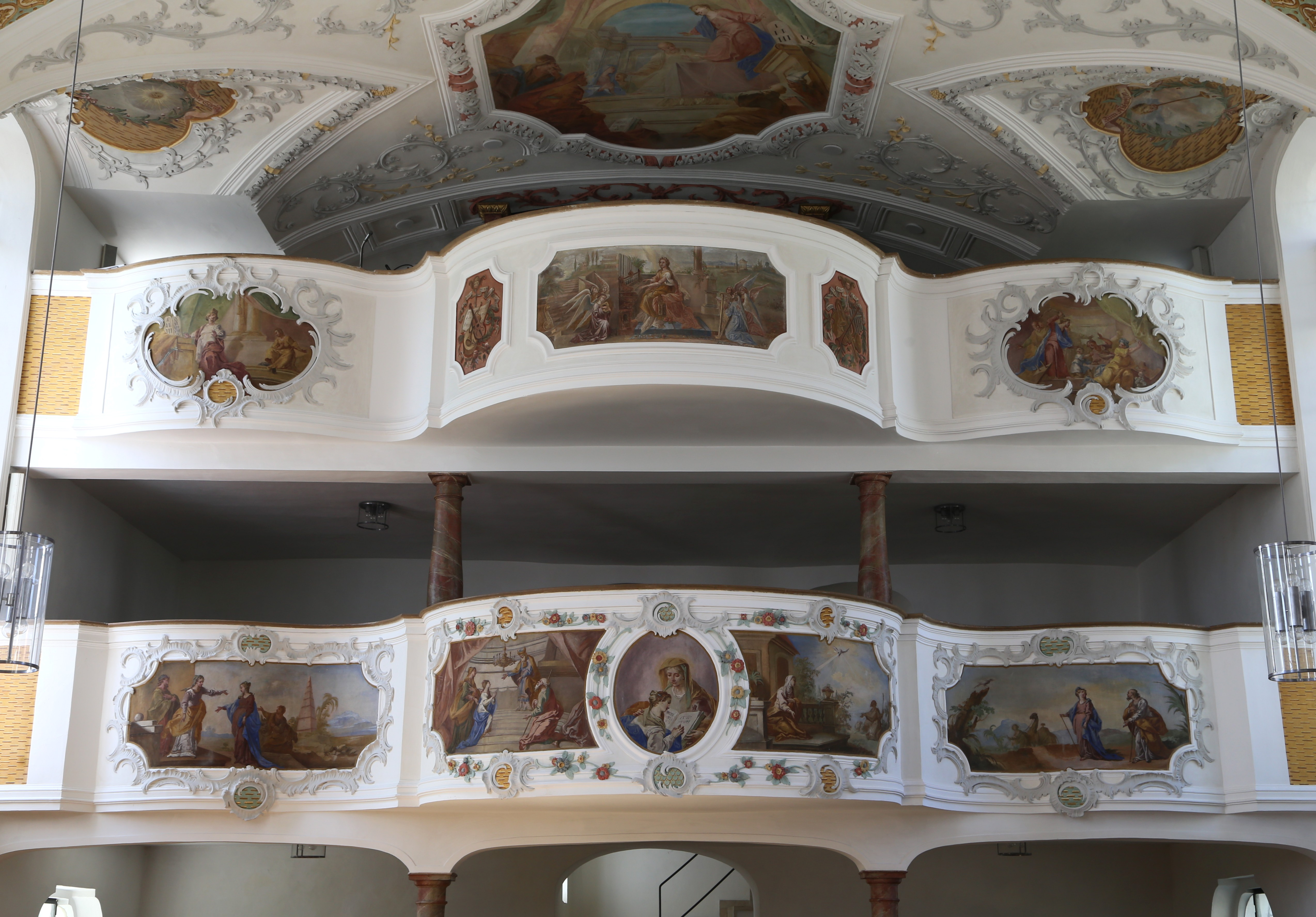
Empore

Die Stuckarbeiten im Langhausgewölbe und am Chorbogen stammen von Simpert Kraemer aus der Zeit um 1717. Der Stuck im Chor ist 1770 entstanden und wird Johann Michael Hoiß aus Apfeldorf zugeschrieben. Die Wand- und Deckenfresken malte 1771 Joseph Christ aus Augsburg. Sie zeigen im Chor die Verehrung des Altarsakramentes und im Langhaus Verkündigung, Geburt Christi, Darbringung im Tempel und den zwölfjährigen Jesus im Tempel. Noch erhaltene Fresken aus der Zeit um 1575 werden heute im Pfarrzentrum ausgestellt.
Die drei Altäre, die Kanzel und das Chorgestühl stammen ebenfalls aus der Zeit um 1770. Teilweise wurden sie im 19. Jahrhundert neu gefasst und verändert. Das Hochaltarbild mit der Darstellung der Kirchenpatronin St. Anna mit Joachim und Maria schuf 1861 Johann Kaspar aus Obergünzburg. Das alte Altarbild, gemalt von dem einheimischen Künstler Johann Rieger, gilt als verschollen. Die Seitenaltäre zeigen in den Mittelnischen die Figuren der Maria Immaculata und des hl. Sebastian, beide aus der zweiten Hälfte des 18. Jahrhunderts. Eine Figur der hl. Anna Selbdritt aus der Werkstatt des Bildhauers Jörg Syrlin ist um 1505 entstanden.
Die Kirchenbänke im Langhaus fertigte wohl der Kistler Joseph Langenmaier aus Steinekirch. Auf einer Wange steht die Inschrift: „I.L. 1717“. Der Taufstein aus der zweiten Hälfte des 18. Jahrhunderts besteht aus gefasstem Holz. An der Nord- und Südwand sind über 30 Grabtafeln angebracht. Hinter dem Hochaltar befindet sich das Sandsteinepitaph des Kanonikers Georg von Hürnheim († 1537) und bei den Seitenaltären die Epitaphien der Pfarrer Kerner († 1761) und Graf († 1760).

## Geläut
1. Wolfgangsglocke, Gewicht: 960 kg, Durchmesser: 119 cm, Gussjahr: 1579, Hersteller: Hans Frey in Kempten, Schulterinschrift: „Et verbum caro factum est. Ecce crucem Domini, fugite partes adversae, vi[n]cit leo de tribu Juda, radix David, alleluja. Hagios o theos, hagios ischiros, hagios athanatos, eleison ymas, et libera nos a grandine, fulmine et tempestate.“ Am Schlagring: „ZV GOTES EHR VND ANDACHTSACHEN / HAT MICH HERR WOLFGANG ANDEREVS REM VON KETZ LASSEN MACHEN. / DARVM SCHREI ICH MIT HELLEM KLANG, DAS REICH VND ARM GEN KIRCHEN GANG.“ Gießer-Inschrift: „Hans Frei zuo Kempten hat mich gosen 1579“[6]
2. Annaglocke, Gewicht: 350 kg, Durchmesser: 85 cm, Gussjahr: 1927
3. Afraglocke, Gewicht: 250 kg, Durchmesser: 75 cm, Gussjahr: 2006
4. Sebastiansglocke, Gewicht: 177 kg, Durchmesser: 65 cm; Gussjahr: 2006
5. Gefallenenglocke, Gewicht: 1600 kg, Durchmesser: 138 cm, Gussjahr: 1949, Hersteller: Gebrüdern Gebhard in Kempten, seit 2009 vor der Kirche aufgehängt. Inschrift: „O heiliger Sebastian / was Christ sein heißt zeigst du uns an / Dem Herren treu sein bis zum Tod / Dem Nächsten helfen in der Not.“ Auf der Rückseite: „Den Toten der beiden Kriege / 1914–18 und 1939–45 / zum Gedächtnis.“